# Breutelia pilifera
Breutelia pilifera är en bladmossart som beskrevs av Bruce H. Allen och O. Griffin 1999. Breutelia pilifera ingår i släktet gullhårsmossor, och familjen Bartramiaceae. Inga underarter finns listade i Catalogue of Life.